# Битка при Волтурно (554)
Битката при Волтурно, известна също като Битка при Казилинум или Битка при Капуа, се провежда през октомври 554 г. по време на Готската война при река Волтурно, Италия.
Води се между Източната Римска империя (Византия, 18 000 души) с командир Нарсес заедно с херулите (федерати) против алеманите и франките (20 000 души) с командир Бутилин. Завършва с победа на Източната Римска империя.